# Uri Valadão
Uri de Medeiros Valadão, mais conhecido como Uri Valadão ou baiano voador (Salvador, 30 de abril de 1985), é um atleta brasileiro de bodyboard.
Uri possui títulos no bodyboard em campeonatos brasileiros, latino-americano e pan-americano. Mas o seu maior título foi quando conquistou em dezembro de 2008 o Campeonato Mundial de Bodyboarding, que ocorreu no Mar de Confital, nas Ilhas Canárias, um arquipélago espanhol próximo ao Marrocos. Com a conquista quebrou um jejum de cinco anos sem títulos brasileiros na categoria masculina – o último havia sido Guilherme Tâmega, que conquistou sua sexta e última taça em 2002.